# Muschketow-Gletscher (Antarktika)
Der Muschketow-Gletscher (russisch Ледник Мушкетова Lednik Muschketowa, norwegisch Mushketovbreen) ist ein 70 km langer und 60 km breiter Gletscher mit nordöstlicher Fließrichtung im ostantarktischen Königin-Maud-Land. Er entwässert das Gebiet zwischen dem Wohlthatmassiv im Osten und den westlich gelegenen Weyprechtbergen, der Payergruppe sowie dem Lomonossowgebirge.
Entdeckt und anhand von Luftaufnahmen kartiert wurde er bei der Deutschen Antarktischen Expedition (1938–1939) unter der Leitung des Polarforschers Alfred Ritscher. Sowjetische Wissenschaftler, die auch die Benennung vornahmen, wiederholten dies bei einer von 1958 bis 1959 dauernden Expedition. Namensgeber ist der russische Geologe und Geograph Iwan Muschketow (1850–1902).